# یواس‌اس پالاوان (ای‌آرجی-۱۰)
یواس‌اس پالاوان (ای‌آرجی-۱۰) (به انگلیسی: USS Palawan (ARG-10)) یک کشتی بود که طول آن ۴۴۱ فوت ۶ اینچ (۱۳۴٫۵۷ متر) بود. این کشتی در سال ۱۹۴۴ ساخته شد.